# Ju-Jitsu ai Giochi mondiali 2022 - Sistema fighting 62 kg maschile
La gara di sistema fighting 62 kg maschile di ju-jitsu ai Giochi mondiali 2022 si è svolta il 16 luglio 2022 a Birmingham.

## Risultati

### Fase preliminare

#### Gruppo A
| Pos | Atleta            | G | W | L | PF | PA | PD  | Pts |
| --- | ----------------- | - | - | - | -- | -- | --- | --- |
| 1   | Bohdan Mochulskyi | 2 | 2 | 0 | 27 | 9  | +18 | 4   |
| 2   | Julien Mathieu    | 2 | 1 | 1 | 12 | 18 | −6  | 2   |
| 3   | Andrea Calzoni    | 2 | 0 | 2 | 10 | 22 | −12 | 0   |

#### Gruppo B
| Pos | Atleta              | G | W | L | PF | PA | PD  | Pts |
| --- | ------------------- | - | - | - | -- | -- | --- | --- |
| 1   | Alejandro Viviescas | 2 | 2 | 0 | 28 | 0  | +28 | 4   |
| 2   | Ecco van der Veer   | 2 | 1 | 1 | 11 | 18 | −7  | 2   |
| 3   | Abu-Bakir Zhanibek  | 2 | 0 | 2 | 4  | 25 | −21 | 0   |

### Fase finale
|  | Semifinale          | Semifinale          | Semifinale          |                     |                   | Finale            | Finale            | Finale            |  |
|  |                     |                     |                     |                     |                   |                   |                   |                   |  |
|  | Bohdan Mochulskyi   | Bohdan Mochulskyi   | 14                  |                     |                   |                   |                   |                   |  |
|  | Bohdan Mochulskyi   | Bohdan Mochulskyi   | 14                  |                     |                   |                   |                   |                   |  |
|  | Ecco van der Veer   | Ecco van der Veer   | 14                  |                     |                   |                   |                   |                   |  |
|  | Ecco van der Veer   | Ecco van der Veer   | 14                  |                     | Bohdan Mochulskyi | Bohdan Mochulskyi | 19                |                   |  |
|  |                     |                     |                     |                     | Bohdan Mochulskyi | Bohdan Mochulskyi | 19                |                   |  |
|  |                     |                     | Alejandro Viviescas | Alejandro Viviescas | 7                 |                   |                   |                   |  |
|  | Alejandro Viviescas | Alejandro Viviescas | Alejandro Viviescas | Alejandro Viviescas | 7                 | 9                 |                   |                   |  |
|  | Alejandro Viviescas | Alejandro Viviescas |                     |                     |                   | 9                 |                   |                   |  |
|  | Julien Mathieu      | Julien Mathieu      | 6                   |                     |                   | Finalina 3º posto | Finalina 3º posto | Finalina 3º posto |  |
|  | Julien Mathieu      | Julien Mathieu      | 6                   |                     |                   |                   |                   |                   |  |
|  |                     |                     |                     |                     |                   |                   |                   |                   |  |
|  |                     |                     |                     |                     |                   | Julien Mathieu    | Julien Mathieu    | 14                |  |
|  |                     |                     |                     |                     |                   | Julien Mathieu    | Julien Mathieu    | 14                |  |
|  |                     |                     |                     |                     |                   | Ecco van der Veer | Ecco van der Veer | 0                 |  |